# 파베우 아다모비치

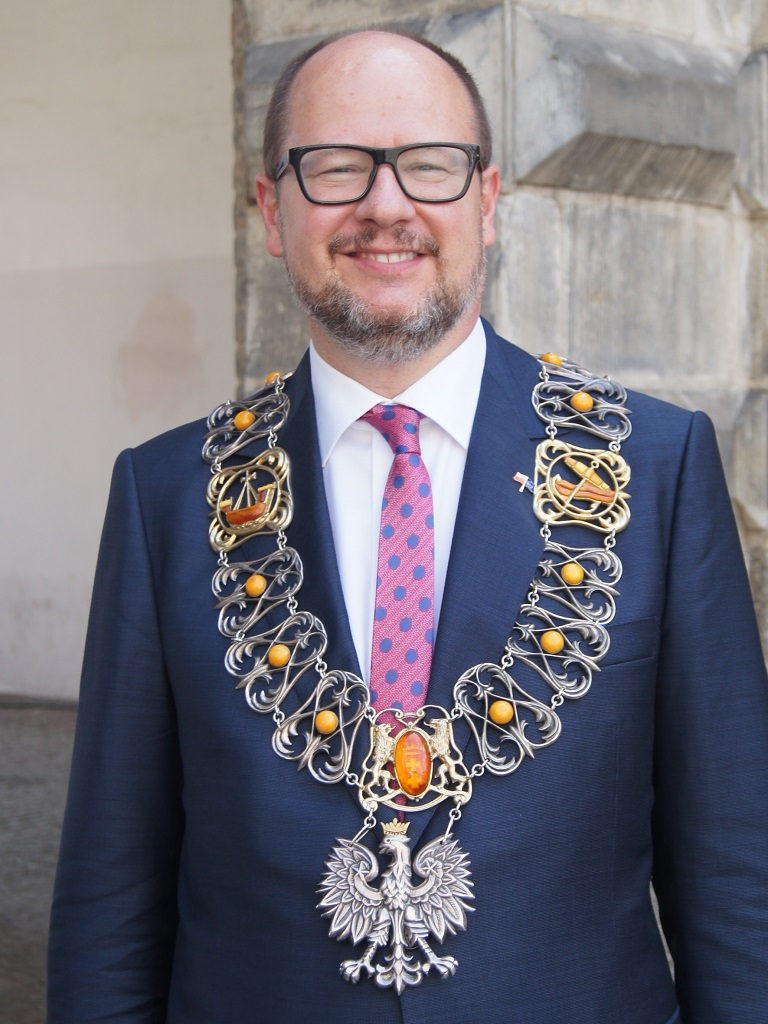
파베우 아다모비치

파베우 보그단 아다모비치(폴란드어: Paweł Bogdan Adamowicz, 1965년 11월 2일 ~ 2019년 1월 14일)는 폴란드의 정치인이다. 폴란드 그단스크 시장을 지냈으며, 2019년 1월 14일 자선행사 도중 괴한에 피습에 사망했다.